# Caso Juana Rivas
El caso Juana Rivas fue un proceso judicial, una disputa judicial entre Juana Rivas y su ex, por aquel entonces pareja, Francesco Arcuri. El caso implicó al ámbito judicial de los países de España e Italia, ya que Juana residía en la ciudad de Granada, Andalucía y Francesco lo hacía en Italia.
Ganó una notable repercusión política y periodística debido a que implicó un caso de violencia de género por parte de Arcuri contra Juana Rivas, a la vez que esta era condenada por sustracción de menores ante la negativa de permitir que sus hijos regresasen a Italia con su padre. Los medios periodísticos nacionales en España ofrecieron una gran cobertura mediática del caso, generalmente, desde posiciones favorables a la postura de Juana Rivas. Al mismo tiempo, sucesivas manifestaciones se produjeron en España en apoyo de la madre, bajo consignas de índole feminista y respaldadas por personalidades y partidos políticos.
El primer auto judicial se produce en diciembre de 2016 y obliga a Juana Rivas a entregar a sus hijos a su residencia habitual en Italia, lo que ratificó la Audiencia de Granada en abril de 2017. En julio de ese mismo año se fijó una nueva fecha para la entrega de los niños. En agosto los jóvenes regresaron a Italia, donde permanecieron a partir de entonces y después de que se dictara una orden de busca y captura contra ella. En julio de 2018 la Justicia condenó a Juana Rivas a cinco años de cárcel, seis de inhabilitación sobre la patria potestad de los niños y al pago de una indemnización. La sentencia fue confirmada en marzo de 2019. Recurrida en casación, se estimó parcialmente, casando y anulando la resolución anterior y dictando otra en su lugar que condena a Juana Rivas por un delito de sustracción a la pena de dos años y seis meses de prisión y a la de seis años de inhabilitación de la patria potestad.
En diciembre de 2024 se dio a conocer que la fiscalía italiana investigaba a Arcuri por unos presuntos malos tratos a su hijo menor. Por su parte, el hijo mayor, que ya había cumplido los 18 años, hizo público un vídeo en el que calificaba a su padre de "peligroso" e "impulsivo". 
En febrero de 2025, el hijo mayor de Juana hace público un audio en el que cuenta a su madre los supuestos malos tratos de su padre sobre él y su hermano pequeño. El hijo mayor tenía 13 años en la fecha en la que se refiere el artículo. En julio el hijo menor también pide ayuda a través de cartas manuscritas dirigidas al Comité de los Derechos del Niño de la ONU, Amnistía Internacional y Save the Children, denunciando su situación.

## Contexto

### Denuncias previas
Juana Rivas, nacida en Benalúa de las Villas, Granada, mantuvo una relación sentimental con Francesco Arcuri, natural del sur de Cerdeña. Se conocieron en el año 2004 en Londres y su primer hijo nació en el año 2005. Posteriormente se trasladaron a Granada en 2006, donde convivieron durante tres años.
En el año 2009, Rivas y Arcuri mantienen una disputa doméstica en la que Juana Rivas sufre daños en una mano. Ella acudió al hospital y emitió una denuncia por maltrato contra Arcuri. Según la versión de Juana Rivas, esta habría acudido a la tienda que regentaba, donde una amiga, al observarla «con la cara llena de moratones» la convenció para que fuera al médico. Según el parte médico expedido, Juana Rivas habría mostrado erosiones en el hombro y antebrazo derecho, así como síntomas nerviosos de carácter leve. Arcuri denuncia igualmente a Juana Rivas por maltrato y regresa a su domicilio, donde impide a la policía el acceso y es arrestado. Arcuri fue examinado por el médico forense del juzgado número 1 de Granada, que observó hematomas en un muslo y en la cadera, así como erosiones en pantorrilla y cuello.
Según la versión del abogado de Arcuri, este tendría «prisa por reconciliarse» después de aquellos sucesos de 2009. Se llegó a un acuerdo de conformidad entre ambos por decisión del propio Arcuri en contra de los consejos de su letrado, en el cual Arcuri incurría en un delito de lesiones en el ámbito familiar. La sentencia judicial absuelve a Rivas de cualquier delito y establece que, en el día 7 de mayo de 2009, Arcuri habría «golpeado repetidamente» a Rivas después de una disputa tras llegar ella de madrugada al domicilio familiar. Arcuri sería condenado a tres meses de prisión y a una orden de alejamiento de un año y tres meses. Cuando el Caso Juana Rivas estalla años después, Arcuri declarará haberse arrepentido de este acuerdo de conformidad.
Arcuri no llegaría a ingresar en prisión. Tras un año de separación e incumpliendo la orden de alejamiento, Juana y Arcuri retoman la convivencia y se marchan a la pequeña localidad de Carloforte (isla de San Pietro, Cerdeña), donde tendrán un segundo hijo. La relación volverá a romperse nuevamente, pero la retomaron a principios del año 2013.

### El «Caso Juana Rivas»
En mayo de 2016, Juana Rivas abandona Carloforte y se marcha a Maracena (Granada) junto a sus dos hijos bajo el pretexto de ver a su familia. Según ella, el detonante de esta decisión habría sido «la situación diaria de opresión, aislamiento y maltrato durante más de dos años». Rivas habría engañado a Arcuri al afirmar que se encontraba enferma y no podía regresar en la fecha prevista.
Asesorada por el Centro de la Mujer de Maracena, en julio de 2016 Juana Rivas presenta la primera denuncia ante la Guardia Civil de Maracena por presuntos maltratos físicos y psicológicos infligidos por Francesco Arcuri, por hechos ocurridos en Italia, lo que debió ser tenido en cuenta para tramitar la denuncia, traducida, ante los juzgados de Italia. La denuncia no se tramitó en su momento. Según el testimonio de la defensa de Arcuri, y ratificado por el juez que emitirá la sentencia de julio de 2018, la intención de Rivas habría sido obtener la Renta Activa de Inserción para mujeres maltratadas y así poder asentarse en España.
En diciembre de 2016, Juana Rivas vuelve a interponer una denuncia contra su pareja por maltratos, esta vez añadía que su hijo mayor también habría sido víctima de Arcuri. Al mismo tiempo, el día 14 de diciembre, el Juzgado de Primera Instancia número 3 de Granada ordena a Rivas la «inmediata restitución» de los niños con su padre de vuelta a Italia. Esta resolución pasó a ser firme en abril de 2017, después de que Arcuri emitiera y obtuviera la guardia y custodia de los menores por el Tribunal de Cagliari en junio de 2017. A partir de entonces inicia la trascendencia mediática del caso judicial de Juana Rivas.
En enero de 2017, Juana Rivas, tras una recogida de firmas junto a Vanessa Skewes (quien tiempo después sería acusada de presentar denuncias por violencia de género falsas contra su exmarido) presenta en la Abogacía del Estado de Granada, y después en el Ministerio de Justicia, 150.000 firmas para evitar que sus hijos fueran devueltos a Italia.
Tras varios meses, en abril de 2017 la Audiencia desestima la apelación de Rivas y vuelve a ordenar la «inmediata restitución» a Italia y concertó la entrega de los menores el 26 de julio en un Punto de Encuentro Familiar en Granada. Francisca Granados, principal portavoz de Juana Rivas y responsable del área de Igualdad de Maracena, organiza una rueda de prensa junto a Juana Rivas donde anuncia su oposición a la entrega de los niños. El 26 de julio, Rivas se oculta junto a sus hijos.
El abogado de Francesco Arcuri solicita una orden de detención internacional contra Juana Rivas en la que alega delitos de desobediencia, violencia psicológica habitual contra los hijos, delito contra la administración de justicia, además de otorgar la categoría de «cómplices» a aquellos que pudieran haber incitado o participado en la decisión de Juana Rivas. Asimismo, afirmaría que Rivas se hallaría en un estado de «desequilibrio emocional» y representaría un riesgo para los hijos en común.
Mientras tanto, Ludovica Iesu, la psicóloga italiana encargada de mediar en el caso por el magistrado de Cagliari, en Cerdeña, emite un informe muy desfavorable sobre la figura de Juana Rivas: «muestra una gran capacidad manipuladora», «grave funcionamiento mental patológico asociado a desorganización del pensamiento», «emocionalidad lábil», «no es capaz de procesar sus experiencias», «comprensión de la realidad deficiente» y que es «totalmente inconsciente del daño psicológico generado a los hijos». Este informe fue rebatido por Miguel Lorente, forense de la Universidad de Granada, en un escrito solicitado por la defensa de Rivas. En este se acusa a la psicóloga de obviar los malos tratos de la sentencia de 2009 aducidos por Juana Rivas y su equipo y de cometer mala praxis deliberadamente para favorecer la causa de Francesco Arcuri.
Es en este momento que el caso judicial entre Juana Rivas y Francesco Arcuri alcanza un gran eco mediático. Bajo el hashtag «#juanaestaenmicasa», se sucede una gran ola de manifestaciones por todo el escenario español en apoyo a la madre granadina, que se convierte en «exponente de las víctimas de violencia de género». En su decisión de evadir a la Justicia, Juana Rivas recibe el respaldo de las máximas autoridades políticas andaluzas, como el de la presidenta Susana Díaz (que llegaría a afirmar que la Junta de Andalucía proporcionará asistencia jurídica a Rivas) o la líder del partido Podemos, Teresa Rodríguez.
El 24 de julio, la Audiencia de Granada decreta que Juana Rivas tiene 48 horas para entregar a los menores. La Junta empieza a dudar del testimonio de Francisca Granados, el principal pilar de la causa de Juana Rivas, y cree que la denuncia por maltrato que Rivas interpuso el año anterior estaba condenada a fracaso. El Tribunal Constitucional afirma que el recurso de la defensa de Rivas se ha presentado fuera de plazo.
El 16 de agosto se rechaza el recurso de amparo y Rivas decide no acudir a declarar a la nueva citación judicial. El 22 de agosto será detenida, aunque se dictó orden de libertad provisional, comunicada y sin fianza, la retirada del pasaporte de los niños y la prohibición de salir del espacio Schengen. El 28 de agosto, Juana Rivas hará entrega de los menores a Francesco Arcuri, el cual se los llevará a Italia donde permanecerán a partir de entonces.
El 27 de julio de 2018, Juana Rivas es condenada a cinco años de prisión, seis de inhabilitación para ejercer la patria potestad, 30.000 euros de indemnización a su expareja y el pago de los costes judiciales. El juez habría estimado que Rivas cometió dos delitos de sustracción de menores y no encontró atenuante en las denuncias por maltrato al no haber obtenido veracidad de ninguna de ellas. Esta sentencia sería ratificada en marzo de 2019, cuando se confirmaron las penas impuestas a Juana Rivas, aunque se rebajó la indemnización por daños a Francesco Arcuri, el cual se habría sentido satisfecho con la sentencia. Paralelamente, distintas asociaciones recogieron más de 325.000 firmas en las que solicitaban la petición de indulto para Juana Rivas. A este respecto, la vicepresidenta del Gobierno español en aquel momento, Carmen Calvo, reveló que la tramitación de la petición de indulto se resolvería bajo la «absoluta normalidad».
En 2019, la Fiscalía italiana archivó las ocho denuncias por maltrato que Juana Rivas efectuó contra Arcuri entre 2016 y 2018 y afirmó que «es absolutamente inverosímil la narración de la extraordinaria violencia». La resolución judicial dictaría que Juana Rivas habría empleado a sus hijos como «escudos humanos», a los que habría «manipulado psicológicamente para oponerse a su padre» cuando relataba episodios de maltrato de Arcuri sobre sus hijos que no habría podido probar.

### Acontecimientos posteriores a la sentencia
En octubre de 2018 Juana Rivas decide prescindir de los servicios del que había sido su abogado durante el transcurso de todo el caso, José Estanislao López, y afirma que «empieza a actuar por libre y en contra de su voluntad». Ese mismo mes, Juana volvió a incumplir la entrega de los niños a Arcuri y se refugió en casa de una amiga cerca de Cagliari, donde declaró que solo los devolvería cuando un juez la obligue. López afirma que sería el entorno de Rivas, concretamente Francisca Granados y el Centro de la Mujer de Maracena, los que guiaban la defensa de Juana y los actos fuera de la legalidad.
En mayo de 2019, Juana Rivas, junto a su nuevo abogado, el exfiscal Carlos Aránguez, presentó un recurso de casación contra la sentencia en el Tribunal Supremo. Ese mismo mes, Juana Rivas apeló al Tribunal de Menores de Cagliari que tomara medidas de protección para sus hijos. Presentó una nueva denuncia por malos tratos sobre Arcuri, en la que alegaba que los pequeños presentarían «síntomas de maltrato» en forma de moratones o magulladuras después de esta llevase a los niños al hospital de Cagliari.
En abril de 2021, el Tribunal Supremo consideró que la madre granadina sólo había cometido un delito de sustracción de menores y no dos como estimaban las anteriores sentencias, uno por cada niño. Por ello, el Alto Tribunal rebajó la pena a dos años y medio de cárcel y confirmó la pena de seis años de retirada de patria potestad y el pago de una indemnización de 12.000 euros por daños morales y materiales causados al padre de los menores.
En mayo de 2021, el juzgado de lo penal número 1 de Granada ordenó la ejecución de la sentencia de dos años y seis meses de prisión para Juana Rivas por sustracción de menores según lo ocurrido en verano de 2016, así como el pago de la indemnización de 12.000 euros para Francesco Arcuri. A través de sus redes sociales, el partido político Podemos mostró su rechazo hacia esta orden judicial y afirmó que «Juana Rivas ha sido condenada por querer proteger a sus hijos de un maltratador. Judicializar y penar con cárcel a una madre por intentar salvar la vida de sus hijos es injusto». A su vez, la por entonces ministra de Igualdad, Irene Montero, afirmó en la red social Twitter: «Necesitamos justicia feminista para Juana Rivas y estamos a tiempo. Trabajaremos para que así sea».
El día 11 de junio de 2021 ingresó en el Centro de Inserción Social Matilde Cantos Fernández de Granada para cumplir la orden de ingreso en prisión. El 15 de junio de 2021 salió del Centro para cumplir condena en su casa con pulsera telemática, al aplicarle la Secretaría General de Instituciones Penitenciarias el artículo 86.4 del Reglamento Penitenciario.
El 16 de junio de 2021 se conoció un auto del Juzgado de lo Penal 1 de Granada fechado el 11 de junio en el que se rechazó la petición de suspender la ejecución de la condena, como había solicitado su abogado tras pedir el indulto al Gobierno. Para el juez «no concurre ninguna circunstancia» que haga a esta madre «especial merecedora» de esta medida de gracia, en comparación a otros casos «idénticos con condenas similares» por el mismo delito «donde se ha iniciado la ejecución y cumplido la condena».
La defensa en España del italiano Francesco Arcuri, el padre de los hijos de Juana Rivas, ha trasladado al Juzgado de lo Penal número 1 de Granada y a la Audiencia Provincial su oposición a que se le conceda el indulto en cualquiera de sus modalidades, al entender que no cumple «ninguno de los requisitos que dispone la ley» y que «su concesión sería un capricho ideológico de imprevisibles consecuencias».
El día 2 de julio de 2021 la Fiscalía de Granada hizo pública su oposición a la concesión del indulto toda vez que Rivas vulneró «deliberadamente» la legislación vigente y ahora alega «un supuesto arrepentimiento» y a la vez «proclama a las cuatro vientos que volvería a hacerlo».
Con fecha 8 de julio de 2021 el fiscal del Juzgado de lo penal nº1 de Granada solicitó el reingreso en prisión de Juana Rivas menos de un mes después de que se le hubiera concedido el tercer grado penitenciario. El día 20 de julio de 2021 se hace público que el Juzgado ha estimado parcialmente el recurso de la Fiscalía contra la concesión del tercer grado que desde el pasado 15 de junio le ha permitido cumplir condena en su domicilio con control telemático y que Rivas tendrá que volver al Centro de Inserción Social (CIS) Matilde Cantos de Granada.
El día 20 de julio de 2021 se publica que la Asociación de Víctimas de la Ley de Violencia de Género (Avilegen) presentó una denuncia ante los juzgados de Madrid contra el secretario general de Instituciones Penitenciarias, Ángel Luis Ortiz, por la comisión de delitos de prevaricación y odio al otorgar presuntamente un tratamiento «absolutamente privilegiado» a Juana Rivas.

### Indulto parcial
En el Consejo de Ministros celebrado con fecha del 16 de noviembre de 2021, le fue concedido a Juana Rivas un indulto parcial, por el que su pena quedaba reducida a una pena de prisión de un año y tres meses y se le conmuta además la pena de inhabilitación para ejercer la patria potestad por una pena de 180 días de trabajo en beneficio a la comunidad.
En diciembre de 2021 el magistrado de Penal 1 de Granada se niega a suspender la cárcel por el indulto alegando que la mujer "es un peligro para sus hijos" y "no se ha arrepentido en ningún momento". Además, el juez ha hecho saber en repetidas ocasiones que "estando los hijos bajo el cuidado y custodia de la madre, uno de ellos fue abusado sexualmente, según dictaminó la pediatra, un forense y manifestó el propio menor."
En marzo de 2022 la Audiencia de Granada le suspendió la pena de prisión con la condición de no cometer un nuevo delito durante el plazo de tres años y de participar en programas de parentalidad positiva.
En julio de 2022 los jueces de la Audiencia Nacional rechazan por unanimidad el recurso presentado por Francesco Arcuri, avalando así el indulto parcial.

### Expediente e investigación al juez Manuel Piñar
En marzo de 2023, el Consejo General del Poder Judicial (CGPJ) abría un expediente disciplinario a Manuel Piñar, el juez que condenó a Juana Rivas, por las manifestaciones «ofensivas y vejatorias» que realizó en redes sociales (bajo el seudónimo «Jefe en magistratura») hacia compañeros de la judicatura y otras autoridades, y de tinte racista respecto de otros colectivos. A raíz de una denuncia presentada por el abogado de Juana Rivas —quien argumentaba que el juez Piñar difundió expresiones difamatorias contra las mujeres (a las que denomina, en ocasiones, feminazis), colectivos de migrantes o minorías étnicas (empleando con frecuencia el término «moro»), sindicatos y partidos políticos de izquierdas—, el CGPJ investigó la posible comisión de una falta muy grave y otra grave por estos hechos. En el verano del mismo año, el CGPJ archivaba dicho expediente.
Con motivo de la denuncia impulsada por la defensa de Rivas, la Audiencia de Granada —revocando una decisión preliminar de archivo del juez instructor— ordenó investigar el asunto, dado que considera que algunos mensajes del juez Piñar contienen «epítetos, calificativos o expresiones que se refieren de forma despectiva a ciertos grupos étnicos, razas o nacionales de ciertos países (gitanos, negros, moros, chinos), los cuales, en caso de haber tenido la necesaria trascendencia pública, pudieran comportar una incitación a la discriminación o al odio contra esos colectivos». El propio juez, citado el 15 de febrero de 2024 ante el Juzgado de Instrucción número 8 de Granada, negó ser el autor de las publicaciones en redes sociales, se acogió a su derecho a no declarar y calificó esta denuncia como parte de una «persecución» hacia su persona.
En enero de 2025, el juez que condenó a Juana Rivas, Manuel Piñar, ha sido citado a declarar en calidad de investigado este martes, 14 de enero, en el marco de una causa por presuntos delitos de falso testimonio y atentado contra la intimidad.

## Cobertura mediática y política
Gran cantidad de medios de comunicación, parte de la clase política española y personalidades en general mostraron su respaldo hacia la figura de Juana Rivas y su decisión de no entregar a sus hijos a Francesco Arcuri pese a la resolución judicial que la obligaba a ello. 
Dentro de la clase política española, el propio presidente del Gobierno español, Mariano Rajoy, declaró: «Hay que ponerse en el lugar de esta madre y ser conscientes de lo que le ha ocurrido». La expresidenta de Andalucía, Susana Díaz, mostró su apoyo a la decisión de Rivas de no entregar a sus hijos a través de la red social Twitter y afirmó años después que «aún seguiría apoyando a Juana Rivas tras el archivo de las denuncias». A su vez, el partido político Podemos expresaba a través de la red social Twitter: «la condena a Juana Rivas hace evidente que este país necesita leyes que formen en perspectiva de género [...] frente a la justicia patriarcal, leyes feministas».
En 2018, la ministra de Justicia en España en aquel momento, Dolores Delgado, contactó con su homólogo italiano con el objetivo de mediar en el caso mediante carta.
Tras la pena de prisión impuesta a Juana Rivas en julio de 2018, Alberto Garzón, líder del partido Izquierda Unida, declaró a través de Twitter: «Juana Rivas ha sido condenada a cinco años de cárcel por intentar proteger a sus hijos de un maltratador. Una justicia patriarcal profundamente injusta. Juana Rivas merece el indulto del Gobierno».
También destaca la visión de autores como la célebre escritora y política feminista Lidia Falcón, que afirmó que la resolución del Caso Juana Rivas era una muestra más del «patriarcado triunfante en esta nueva ofensiva de los machistas», y denunció «jueces formados en los más reaccionarios principios patriarcales [...] que dejan en la indefensión a padres y niños», además de poner antecedentes con el caso de José Bretón, debido a que este habría asesinado a sus hijos durante uno de los regímenes de visita.
El Caso Juana Rivas sirvió como detonante para que se debatiera en España sobre la ley contra la violencia de género, pues Francesco Arcuri llegó a denunciar a la ley contra la violencia de género española en Italia y pidió la intervención del Tribunal Europeo de Derechos Humanos y de la Comisión Europea, al afirmar que «sus derechos, y los de todos los hombres, se habrían vulnerado en España». Asimismo, amenazó con interponer denuncias a todos los medios de comunicación que, a su juicio, pudieran haberle difamado además de por «comportamiento mediático irresponsable».
Con posterioridad, el caso de Juana Rivas fue presentado por algunos periodistas y medios como ejemplo de la casuística de las denuncias falsas por violencia de género y la utilización de estas como filón electoral. El antiguo presidente de la Comunidad de Madrid por el PSOE, Joaquín Leguina, calificó al Caso Juana Rivas como ejemplo del «pisoteo de la presunción de inocencia», la «escasa persecución de las denuncias falsas» y la «incitación a la desobediencia de una orden judicial»